# 熊本県道33号人吉水上線
熊本県道33号人吉水上線（くまもとけんどう33ごう ひとよしみずかみせん）は、熊本県人吉市から球磨郡水上村に至る県道（主要地方道）である。

## 概要
人吉市願成寺町から球磨郡水上村大字岩野に至る。球磨郡多良木町の一部区間は道幅が狭くなっている。

### 路線データ
- 起点：熊本県人吉市願成寺町（人吉市願成寺町交差点、国道445号交点）
- 終点：熊本県球磨郡水上村大字岩野（国道388号・熊本県道161号五木湯前線交点）

## 歴史
- 1993年（平成5年）5月11日 - 建設省から、県道人吉水上線が人吉水上線として主要地方道に指定される[1]。

## 路線状況

### 重複区間
- 熊本県道48号多良木相良線（球磨郡あさぎり町深田西 - 球磨郡あさぎり町深田東）
- 熊本県道266号梶屋多良木線（球磨郡多良木町大字黒肥地）

### 道路施設

#### 橋梁
- 柳瀬橋（川辺川、球磨郡相良村）

## 地理

### 通過する自治体
- 人吉市
- 球磨郡相良村
- 球磨郡錦町
- 球磨郡あさぎり町
- 球磨郡多良木町
- 球磨郡水上村

### 交差する道路
| 交差する道路                                                               | 市町村名 | 市町村名   | 交差する場所 | 交差する場所          |
| -------------------------------------------------------------------------- | -------- | ---------- | ------------ | --------------------- |
| 国道445号                                                                  | 人吉市   | 人吉市     | 願成寺町     | 人吉市願成寺町 / 起点 |
| 熊本県道262号覚井一武線                                                    | 球磨郡   | 錦町       | 大字木上西   |                       |
| 熊本県道48号多良木相良線 重複区間起点 熊本県道324号小枝深水線              | 球磨郡   | あさぎり町 | 深田西       |                       |
| 熊本県道48号多良木相良線 重複区間終点                                      | 球磨郡   | あさぎり町 | 深田東       |                       |
| 熊本県道186号川瀬免田線                                                    | 球磨郡   | あさぎり町 | 須恵         |                       |
| 熊本県道266号梶屋多良木線 重複区間起点                                     | 球磨郡   | 多良木町   | 大字黒肥地   |                       |
| 熊本県道266号梶屋多良木線 重複区間終点                                     | 球磨郡   | 多良木町   | 大字黒肥地   |                       |
| 熊本県道261号五木多良木線                                                  | 球磨郡   | 多良木町   | 大字黒肥地   |                       |
| 熊本県道267号西の園中里線                                                  | 球磨郡   | 水上村     | 大字岩野     |                       |
| 国道388号 宮崎県道・熊本県道142号上椎葉湯前線 重複 熊本県道161号五木湯前線 | 球磨郡   | 水上村     | 大字岩野     | 終点                  |

### 交差する鉄道
- くま川鉄道湯前線

### 沿線
- 球磨川
- あさぎり町役場 深田支所
- あさぎり町立深田小学校
- あさぎり町立須恵小学校
- 球磨カントリー倶楽部
- 多良木町立黒肥地小学校
- 多良木自動車学園